# Hospital Dr. Francisco Ribeiro Arantes

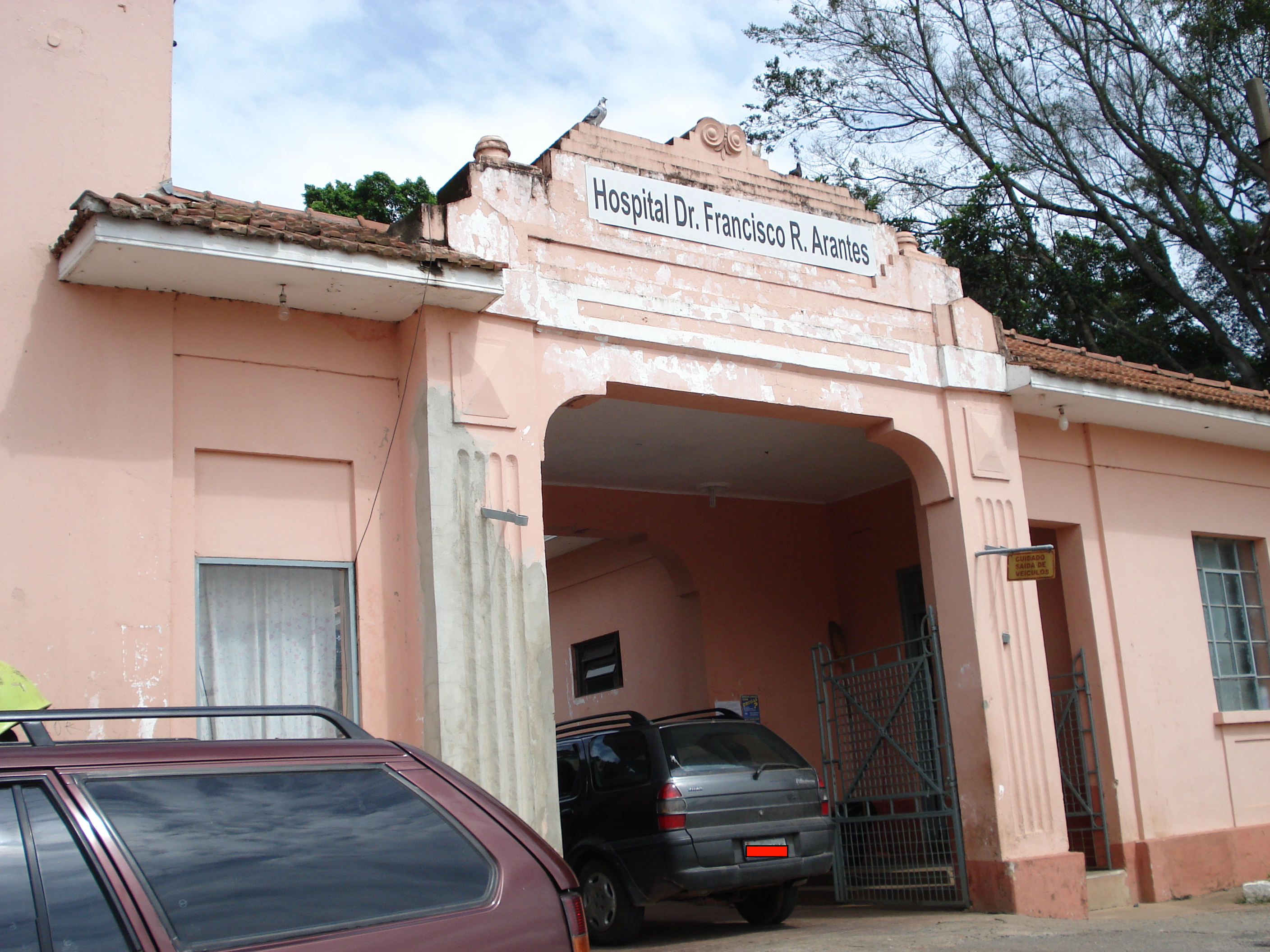
Hospital Dr. Francisco Ribeiro Arantes, também conhecido como Pirapitingui ou apenas "Pira".

O Hospital Dr. Francisco Ribeiro Arantes, também conhecido como colônia-asilo de Pirapitingui, no passado foi um dos maiores leprosários do Brasil.
O bairro de Pirapitingui localiza-se no município de Itu (São Paulo), próximo ao distrito de Cidade Nova e quase na divisa com Sorocaba.
Construído em 1931 com 60 casas, foi oficializado em 1933 por força de um decreto e inaugurado apenas em 1937. Atualmente é mantido com recursos do Tesouro do Estado de São Paulo, gerenciado pela Secretaria de Saúde do Estado.
Francisco Ribeiro Arantes deixou após a sua morte 7 filhos, um deles foi Francisco Arantes que levou o sobre nome do pai e que possuiria uma casa no bairro Vila Haro na cidade de Sorocaba, SP.
O "Pira" constitui-se uma verdadeira cidade com uma estrutura própria de ruas, hospital, abastecimento etc.